# Condylostylus superfluus
Condylostylus superfluus är en tvåvingeart som först beskrevs av Ignaz Rudolph Schiner 1868.  Condylostylus superfluus ingår i släktet Condylostylus och familjen styltflugor. Inga underarter finns listade i Catalogue of Life.